# Scumfuck
Scumfuck ist eine 1991 gegründete deutsche Grindcore-Band, die eine Mischung aus Grindcore, Punk und Porngrind spielt.

## Geschichte
Scumfuck wurde 1991 gegründet und 1995 hatte die Band den ersten Auftritt. In den Folgejahren hatte die Band bei Festivals wie dem Arsch Cholio oder Grind The Nazi Scum erfolgreich abgeliefert. Ein Album bei Half-Life Records konnte veröffentlicht werden und das Album I'm a Cuntsucking Cannibal wurde eingespielt. Letztes erschienen bei Darkroom Productions. Die Bandmitglieder wechselten in den Jahren häufiger.

## Diskografie
Eigenveröffentlichungen
- Split: Immun/Scumfuck (1994) Tape
- Trichomoniasis (1995) Tape
- Split: Scumfuck/Emminence (1995) Tape
- Strafe muss sein (1998) CD-R
- Fuck Popmusic (2000) CD-R

Label-Veröffentlichungen
- The Dead is coming (Junk Records, 2002) CD-R
- Live at the Grind goes Benefiz (Bootleg, 2003) CD-R
- Tribute to Woman (SKP Records, 2004) Tape
- Bloody Bitch, suck my cock (Junk Records, HMW Distribution, 2005) CD-R
- Gutspuking Foursome - 4 Way Split (SKP Records, Kinetic Sleaze Productions, 2005) CD-R, Tape
- The sickest Torture Session - Split (Junk Records, 2005) CD-R
- Live 1994-2002 (Junk Records, 2005) DVD-R
- 3 Way Split (Coyote Records, 2006) CD
- Analblasting Rubberplug (Half-Life Records, 2006) CD
- Fantasies in Love (Smell the Stench Records, 2007) CD-R
- 4 Way Split (Diablos Rex, 2007) CD
- Needles, Dolls and many Pussys (Junk Records, 2007) DVD-R
- Splatter Fetisch Part II - Complitation (Alarma Records, 2008) CD
- The Genital Cannibals - 4 Way Split (Fecal Junk Records, 2008) CD
- I´m a cuntsucking Cannibal (Darkroom Productions, 2009) CD
- Bloody Grind Night (Fecal Junk Records, 2010) DVD-R
- Struggle with a Bag full of Mosquitoes (Fecal Junk Records, 2010) Pro CD-R
- Live at the Arsch Cholio 2010 (Booba Records, 2012) Pro CD-R
- Tales from the Gorehounds (Fecal Junk Records, 2012) DVD-R
- Bunny-Grind-Core (Fecal Junk Records, 2012) T-Shirt
- "Space Bunnies kill the human Race" (Bandcamp 2017) Download Mini Album